# Benno Ure
Benno Ure (* 4. September 1955 in Linz) ist ein österreichisch-deutscher Kinderchirurg, emeritierter Hochschullehrer und Autor.

## Leben
Ure studierte Medizin an der Universität Wien und der Universität zu Köln. Seine Ausbildung zum Kinderchirurgen erhielt er im Kinderkrankenhaus der Stadt Köln, die Ausbildung zum Allgemeinchirurgen am II. Lehrstuhl für Chirurgie der Universität zu Köln. Von 1997 bis 2000 war er als Kinderchirurg an der Klinik der Universität Utrecht in den Niederlanden tätig. Von 2000 bis 2023 war er Ordinarius für Kinderchirurgie an der Medizinischen Hochschule Hannover. Ab 2009 leitete er das Zentrum Kinderchirurgie Hannover und in dieser Funktion auch die Kinderchirurgie und-urologie des Kinder und Jugendkrankenhauses auf der Bult. Ure war Stellvertreter des Präsidiumsmitglieds für Krankenversorgung der Medizinischen Hochschule Hannover von 2012 bis 2023 und fungierte von 2003 bis 2023 als Sprecher des Forums der Abteilungsdirektorinnen und -direktoren der MHH, dessen Gründungsmitglied er war. Von 2020 bis 2023 war er Vorsitzender der COVID-19 Task Force der Hochschule, deren Bulletins ins Archiv des Historischen Museums Hannover aufgenommen wurden.
Ure beschäftigte sich als Kinderchirurg mit der Entwicklung innovativer Operationsverfahren, insbesondere mit dem Bereich Minimalinvasive Chirurgie. Mehrere Eingriffstypen für Neugeborene führte er weltweit erstmals aus. Im Jahr 2003 steuerte er erstmals einen Roboterarm über neuntausend Kilometer Entfernung und begleitete so von Hannover aus eine Operation bei einem Kind in Johannisburg.
Seine besonderen klinischen Schwerpunkte waren neben der Neugeborenenchirurgie die Chirurgie der Speiseröhre, der Lungen und des Darms. Von 2016 bis 2023 fungierte Ure als erster Koordinator für Speiseröhrenerkrankungen des European Reference Network ERNICA der Europäischen Union. Seine Forschungsleistungen betrafen unter anderen die Bewertung neuer Technologien, immunologische Aspekte der Kinderchirurgie und neue Krankenversorgungskonzepte für Kinder. Sein Publikationsverzeichnis umfasst mehr als 300 wissenschaftliche Arbeiten und mehr als 50 wissenschaftliche Buchbeiträge und Bücher.
Ure war Präsident der European Pediatric Surgeons Association (EUPSA) und Präsident der International Pediatric Endosurgical Group (IPEG) Los Angeles. Er ist Ehrenmitglied der American Pediatric Surgical Association (APSA), der Académie Nationale de Chirurgie Française, der Iranischen und Ägyptischen Gesellschaften für Kinderchirurgie sowie Extraordinäres Mitglied der Niederländischen und Österreichischen Gesellschaften für Kinderchirurgie. Er war Mitglied der Fakultät der Jordan University of Science and Technology in Jordanien und war Gastprofessor an mehr als 30 Universitäten.
Von 1985 bis 2001 war Ure Mitglied des Komitees Cap Anamur/Deutsche Not-Ärzte und übernahm im Jahr 1998 von Rupert Neudeck den Vorstandsvorsitz, den er bis 2001 innehatte. Er war in mehr als 20 Kriegs- und Katastrophengebieten tätig, darunter während des Völkermordes in Ruanda, den Bürgerkriegen in Liberia und Sierra Leone sowie während des Balkankriegs. Ure fungierte als Mitglied im Koordinierungsausschuss Humanitäre Hilfe des Auswärtigen Amts. Ure ist Mitbegründer des im Jahr 1996 gegründeten Studiengangs Humanitarian Assistance am Institute for International Law of Peace and Armed Conflict der Ruhr-Universität Bochum. Er initiierte Universitätskooperationen, unter anderen mit Institutionen in Nordkorea, Ägypten und Jemen. 2014 erhielt er die Ehrenplakette der Ärztekammer Niedersachsen für sein Engagement in der Humanitären Hilfe.
Gemeinsam mit Rainer Schmitz verfasste er das Buch Tasten, Töne und Tumulte (Siedler Verlag 2016; Neuausgabe unter dem Titel Wie Mozart in die Kugel kam im Pantheon Verlag 2018).
Ure gründete gemeinsam mit der Violinistin Marietta Kratz vom NDR Elbphilharmonie Orchester im Jahr 2011 das Projekt Vergessene Noten, das Musik vergessener Komponistinnen und Komponisten der ersten Hälfte des 20. Jahrhunderts zur Aufführung bringt. Er verfasst und moderiert Texte für Auftritte des Ensembles Vergessene Noten unter anderen in der Elbphilharmonie, im Norddeutschen Rundfunk sowie in der Kulturhauptstadt Europas Bad Ischl Salzkammergut 2024, für die er die Konzertreihe „Bleiben oder Gehen“ gestaltet. Aufführungen erfolgten auch mit dem Arte Ensemble und Dominique Horwitz. Mit dem Violinisten Johannes Fleischmann und dem Pianisten Justus Zeyen besteht ein Ensemble in Wien.

## Funktionen/Mitgliedschaften
- Mitglied des Scientific Advisory Council der Erasmus University Rotterdam / Sophia Foundation 2019–2023
- Mitglied des „Scientific Board“ der Vereinigung Deutscher Krankenversicherungen (DKV) / Stellvertretender Vorsitzender seit 2005
- Präsident der European Pediatric Surgeons Association (EUPSA) 2015–2017
- Kongresspräsident der Deutschen Gesellschaft für Kinderchirurgie (DGKCH) 2016
- Präsident der International Pediatric Endosurgical Group (IPEG) Los Angeles 2014
- Mitglied des Advisory Board of the Children’s National Medical Center Washington, Sheikh Zayed Institute 2011–2016
- Overseas Council Member der British Association of Pediatric Surgeons (BAPS) seit 2007
- Board Member von International Pediatric Surgical Research seit 2004
- Sprecher des Konvents der Kinderchirurgischen Hochschullehrer in Deutschland 2001–2010
- Vorsitzender der Arbeitsgemeinschaft Minimal Invasive Kinderchirurgie der Deutsche Gesellschaft für Kinderchirurgie 2001–2012
- Gründungsmitglied der Sektion Minimal invasive, Computer- und Telematik – assistierte Chirurgie (CTAC) der Deutsche Gesellschaft für Chirurgie seit 2003
- Vorstandsvorsitzender des Komitees Cap Anamur/Deutsche Not-Ärzte 1998–2001

## Redaktionen
- Editor-in-Chief des European Journal of Pediatric Surgery (seit 2001)
- Co-Editor des Journal of Pediatric Surgery (2002-2022)
- Editorial Board Member des World Journal of Pediatrics
- Editorial Board Member des Journal of Laparoendoscopic Surgery & Advanced Surgical Techniques
- Mitglied des Beirats von Die Chirurgie